# Mr. Lucky: A Tribute to Sammy Davis Jr.
Mr Lucky – A Tribute to Sammy Davis Jr. ist ein Jazzalbum des Pianisten Harold Mabern. Die Aufnahmen entstanden am 10. Mai 2012 im Studio von Rudy Van Gelder in Englewood Cliffs und erschienen im selben Jahr bei HighNote Records.

## Hintergrund

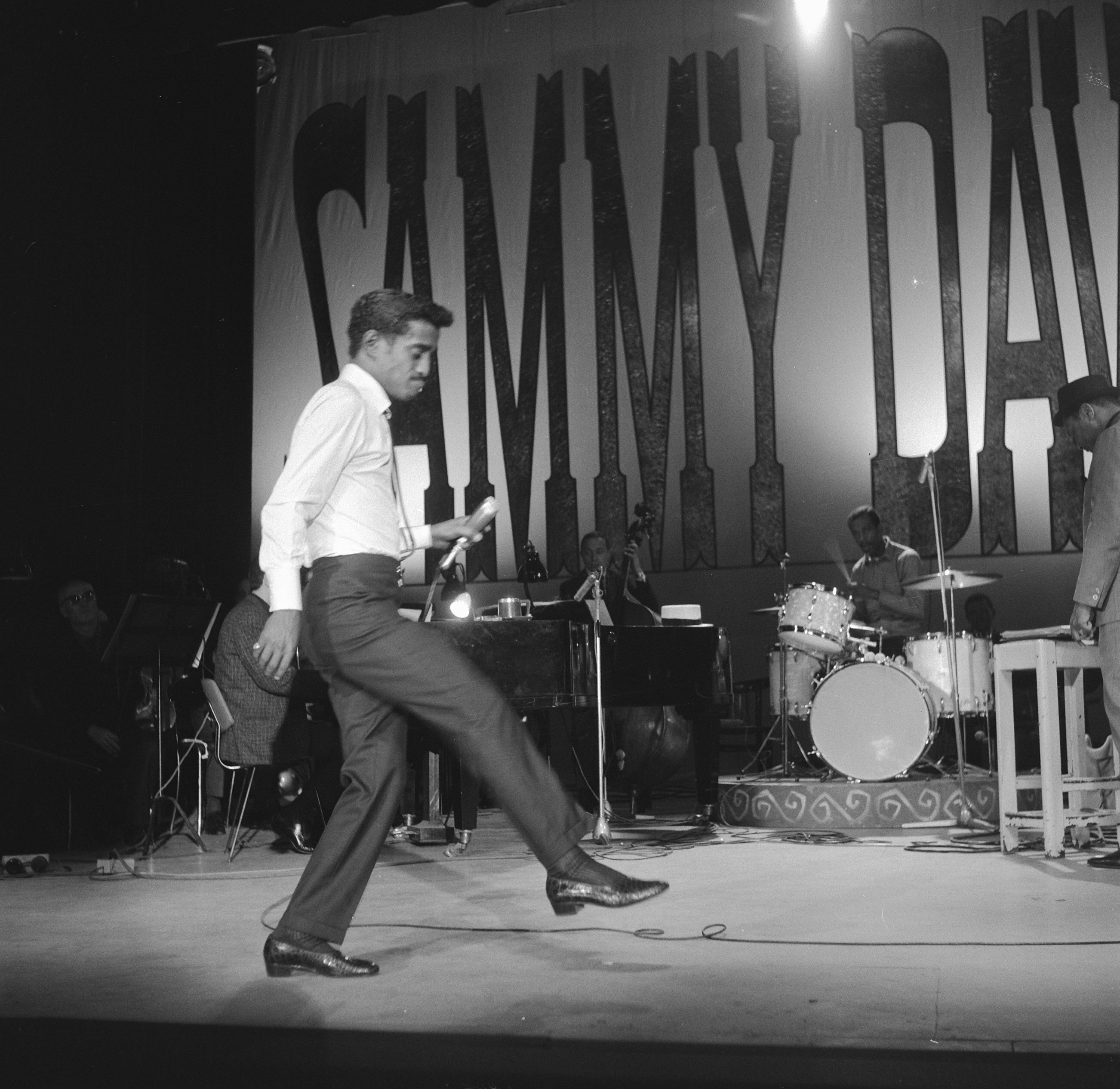
Sammy Davis bei einem Auftritt in Amsterdam 1964

Das Songmaterial, das Mabern verarbeitete, gehörte (bis auf zwei Ausnahmen) zum Bühnenrepertoire des Entertainers Sammy Davis Jr., ein Mix aus Songs, der aus Musicals, Filmen und aus Davis’ Single-Hits bestand. Hinzu kamen Maberns Originalkomposition Soft Shoe Trainin’ with Sammy und Henry Mancinis Mr. Lucky, dem Titelstück aus der gleichnamigen CBS-Fernsehserie von Blake Edwards (1959). Auf den meisten Titeln spielte Harold Mabern mit dem Tenorsaxophonisten Eric Alexander, dem Bassisten John Webber und dem Schlagzeuger Joe Farnsworth. Hey There ist eine solistische Darbietung Maberns, What Kind of Fool Am I entstand wiederum in Triobesetzung ohne Alexander.

## Titelliste
- Harold Mabern: Mr. Lucky (HighNote HCD 7237)

1. The People Tree (Leslie Bricusse, Anthony Newley) – 5:26
2. As Long as She Needs Me (Lionel Bart) – 5:43
3. Soft Shoe Trainin’ with Sammy (Harold Mabern) – 5:47
4. Hey There (Jerry Ross, Richard Adler) – 5:05
5. I’ve Gotta Be Me (Walter Marks) – 7:54
6. Mr. Lucky (Henry Mancini) – 5:21
7. What Kind of Fool Am I? (Bricusse, Newley) – 4:31
8. Night Song (Charles Strouse, Lee Adams) – 7:45
9. Something’s Gotta Give (Johnny Mercer) – 6:42

## Rezeption
Britt Robson (JazzTimes) meinte, „diese strahlende Hommage strotzt vor der unschuldigen Unbekümmertheit jener Rat-Pack-Ära der 1950er- und 1960er-Jahre, als Davis mit Sinatra und Dean Martin in Vegas verblasste und Mabern, inzwischen 76, gerade dabei war, erwachsen zu werden.“ Die beiden Hauptsolisten Mabern und der Tenorsaxophonist Eric Alexander sind nach Ansicht des Autors „Meister der unterschätzten Kunstfertigkeit. Ihr stilistischer Konservatismus tarnt ihre kreative Verfeinerung des Blues und der Hard-Bop-Idiome“. In dem relativ ikonischen I’ve Gotta Be Me würden „sowohl Mabern als auch Farnsworth mit freudiger Energie aus dem Tor platzen, während Alexander im Verlauf von drei Soli allmählich die Art von Begeisterung aufbaut, die das Credo des Songs impliziert. Mabern ist auch begeistert - seine rechte Hand trillert, ein Hauch von New Orleans tanzt auf seinem Memphis-Funk-Soul-Blues-Bop-Amalgam in „As Long as She Needs Me“ und dem Fingerschnipp-Titelstück“. Ohne Alexander lasse Mabern sein Balladenspiel in What Kind of Fool am I? atmen, ein düsteres Zwischenspiel, das angeblich daran erinnere, wie Segregation und Anschuldigungen, einen rassistischen Ausverkauf zu unternehmen, einiges vom Ansehen von Sammy Davis Jr. beschmutzten.

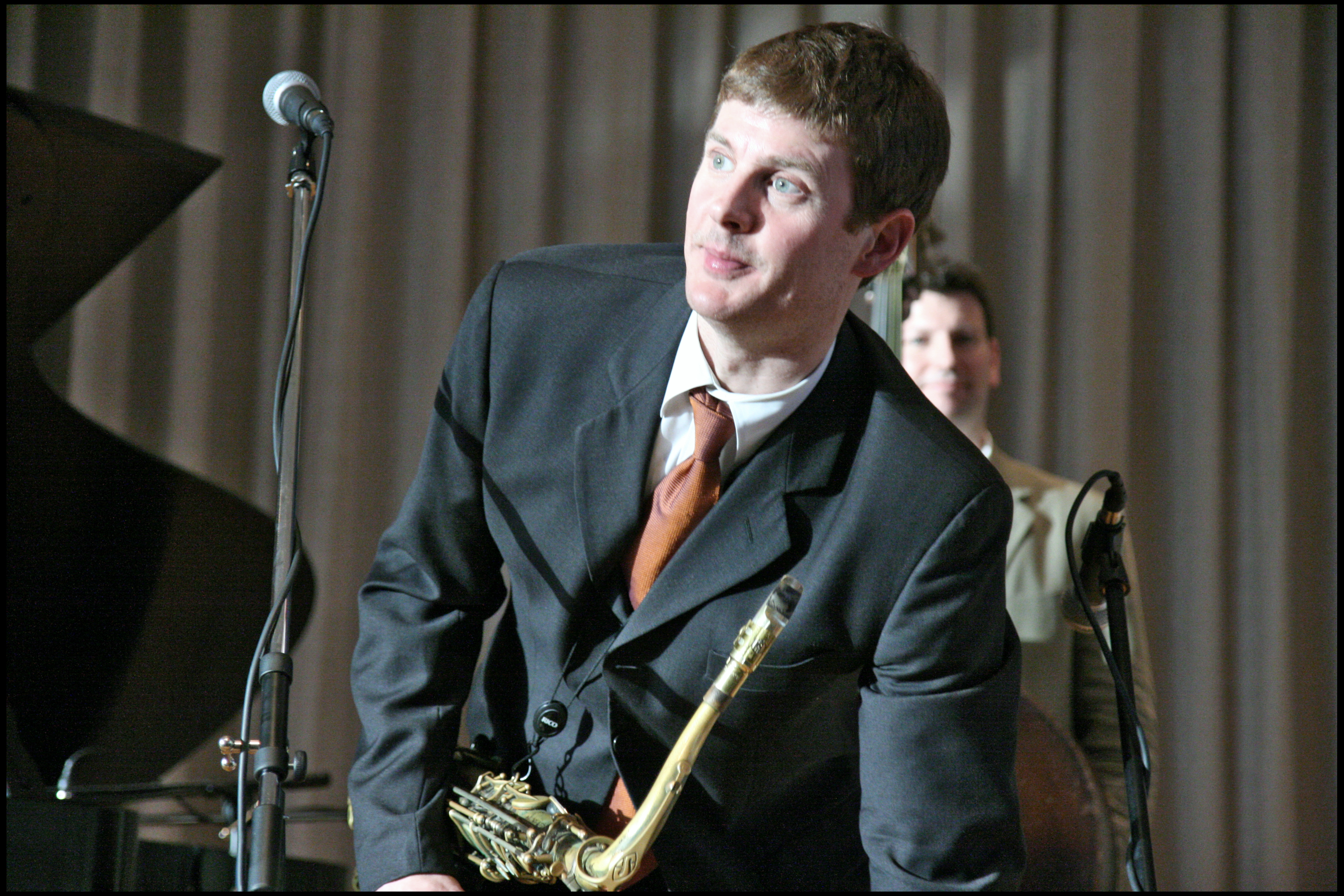
Eric Alexander

Jack Bowers (All About Jazz) schrieb, Mabern und seine Band erwiesen Davis ihre Reverenz und spielten durchweg mit Wärme, Kraft und Geschicklichkeit. Alexander verleihe jedem Satz eine Aura der Integrität, während Webber und Farnsworth makellos den Takt halten und den Solisten an der Frontlinie jede Unterstützung geben. Mabern sei hier keineswegs von seiner Nebenbesetzung überschattet, sondern habe mehr als ein paar melodische und harmonische Tricks im Ärmel, die immer wieder zeigten, dass er mit 76 Jahren keineswegs bereit sei, der jüngeren Generation Vorteile zu verschaffen. „Die Finger sind so beweglich wie eh und je, das musikalische Lagerhaus scheint sich im Laufe der Zeit nicht verändert zu haben. Auch wenn er Alexander genügend Solo-Raum anvertraut, schwankt Mabern nie, wenn er an der Reihe ist, um zu glänzen, swingt sich frei und glücklich durch jede Nummer und bestätigt die Annahme, dass Sammy Davis Jr. vielleicht das Glück hatte, Bewunderer wie Mabern und Alexander zu haben.“
Greg Simmons, der das Album ebenfalls in All About Jazz besprochen hat, fand Mr Lucky enttäuschend; „Zugegeben, Davis konkurrierte mit seinen schaumigen Show-Melodien und seiner wohlklingenden Stimme nicht mit Billie Holiday um emotionale Tiefe.“ Vielleicht sei die inspirierende Quelle ein wenig leicht, aber die daraus resultierende Aufnahme wirke eher langweilig. Ein Teil der Schuld gehe hier sicherlich an Eric Alexander, der die Melodie zu Beginn fast aller Stücke pflichtschuldig wiedergebe. Alexander sei nie ein besonders emotionaler Spieler – er ist eher ein kühler Bop-Techniker und ein solider Spieler. Auf den beiden Titeln, auf denen Alexander aussetzt – Hey There und What Kind of Fool Am I – dringe Mabern etwas tiefer in das Material ein und liefere hervorragende Darbietungen. Die im Van Gelder Studio aufgenommene Klangqualität sei erstklassig. Dies sei zwar eine wirklich talentierte Band, die in der Lage sei, viel mehr als das zu leisten, was hier gespielt wurde. „Legen Sie dies während einer Dinnerparty auf“, so das Resümee des Autors, „es ist lebhaft und es wird niemanden beleidigen, aber es sagt auch nichts aus.“

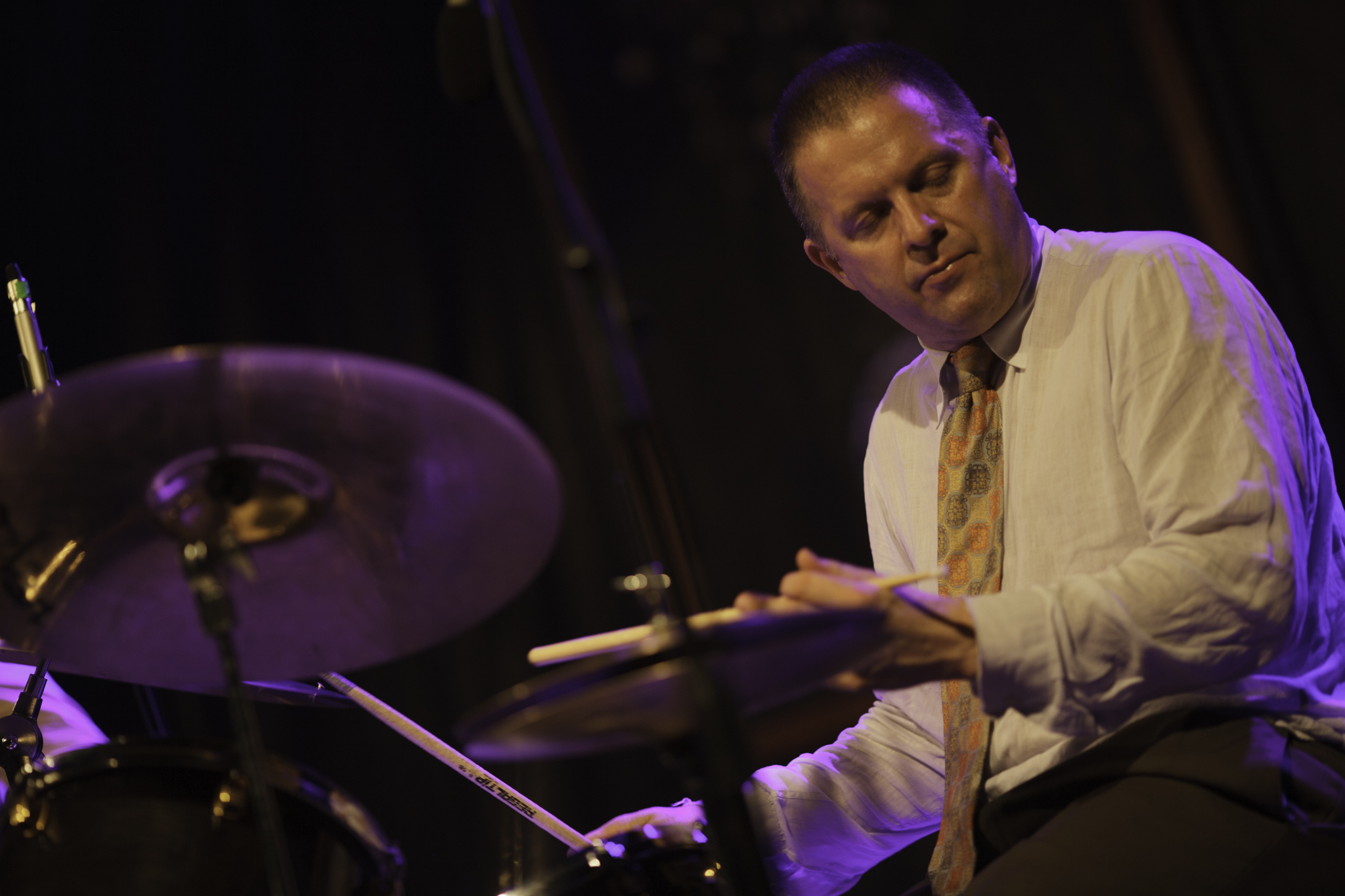
Joe Farnsworth beim Internationalen Jazz-Festival von Punta del Este, 2013

Ken Dryden vergab an das Album in AllMusic vier (von 5) Sterne; seiner Ansicht nach vermittelt diese Veröffentlichung die Freude von Davis auf der Bühne, auch ohne Gesang. Maberns Soft Shoe Trainin’ with Sammy passe perfekt zum späten Entertainer, eine fröhliche Tanznummer mit dem Pianisten, der Davis’ versierten Tanz nachahmt. Alexanders der Gesangsstimme nachempfundene Tenor sei das Herzstück der treibenden Interpretation von Night Song. Maberns berührendes Klaviersolo von Hey There sei elegant und romantisch, so der Autor; an dieser Stelle sei es „leicht vorstellbar, dass ein zustimmender Davis an seiner Seite steht und mit ihm singt.“ Die subtile Interpretation der Rhythmusgruppe von What Kind of Fool Am I? lasse viel Platz, wobei Maberns schimmerndes Klavier von seinen Bandkollegen einwandfrei unterstützt werde.